# Gorsko Sliwowo
Gorsko Sliwowo (bułg. Горско Сливово) – wieś w Bułgarii, w obwodzie Łowecz, w gminie Letnica. Według danych szacunkowych Ujednoliconego Systemu Ewidencji Ludności oraz Usług Administracyjnych dla Ludności, 15 grudnia 2018 roku miejscowość liczyła 571 mieszkańców.

## Osoby związane z miejscowością
- Teodosi Daskałow (1888–1945) – bułgarski generał
- Christo Iwandżikow (1909–1994) – bułgarski muzykant